# Nutbush
Nutbush é uma comunidade no Condado de Haywood (Tennessee), Tennessee, Estados Unidos, na parte oeste do estado. 

Fundada em 1800, Nutbush abriga duas das primeiras igrejas americanas fundada por colonos brancos, Woodlawn Baptist Church e Trinity United Methodist Church. 

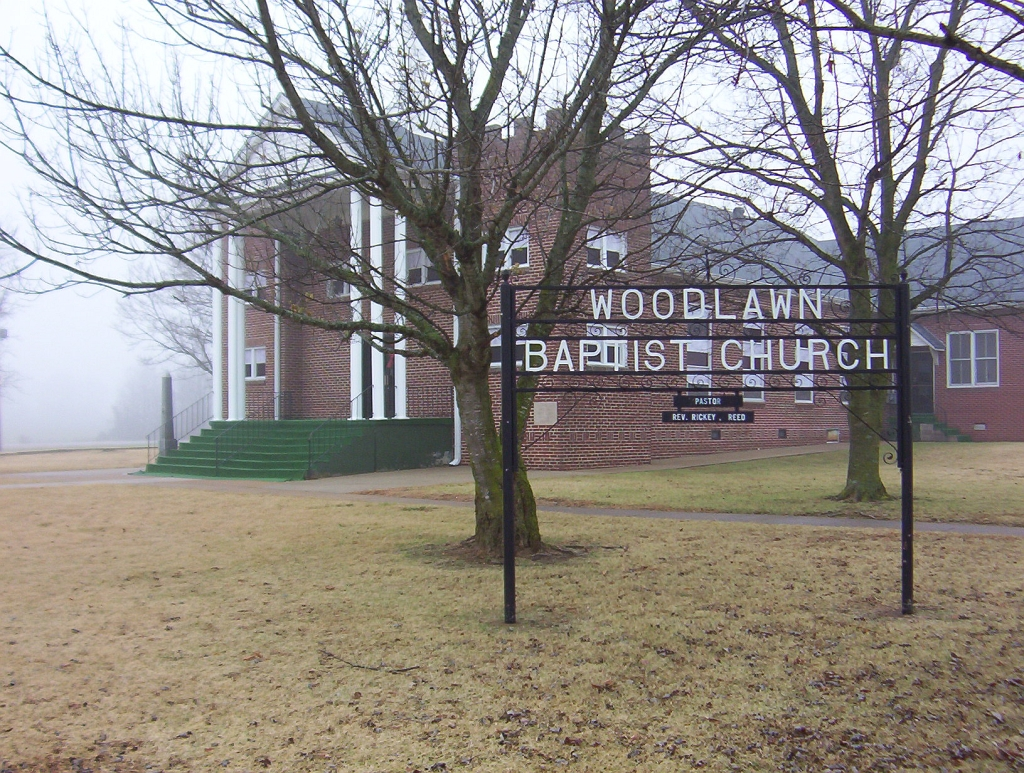
Woodlawn Baptist Church (2007)

Agricultura é a principal fonte de renda na região. A agricultura é focada no cultivo e processamento de algodão. 
Nutbush é mais conhecido como o berço e a casa de infância da cantora Tina Turner. Na canção Nutbush City Limits Ela descreve a cidade que nasceu e cresceu. Em 2001, parte da estrada que corta a cidade foi nomeado Tina Turner Highway em sua honra.